# 蓋伊·福克斯面具

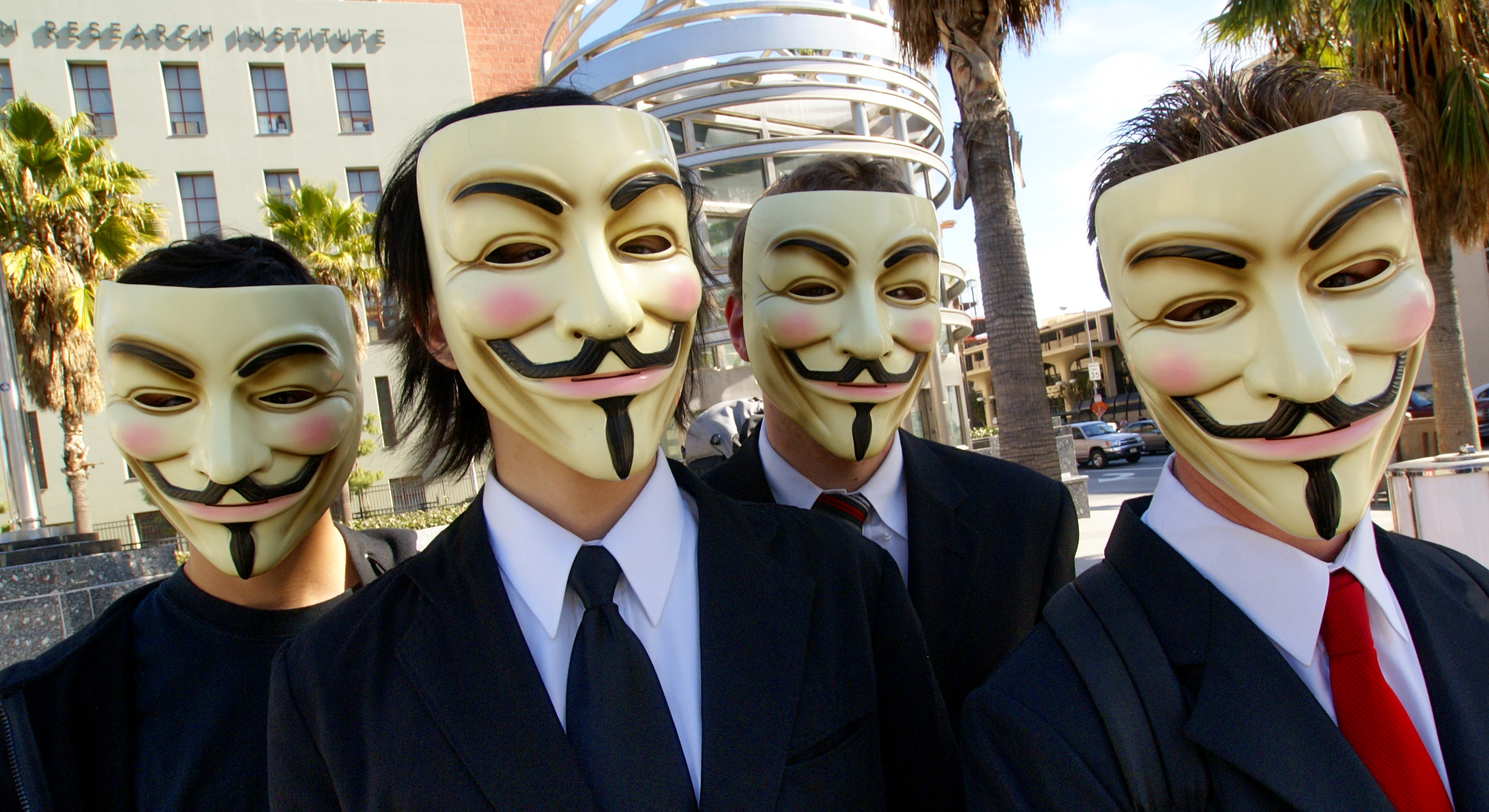
2008年，在洛杉磯山達基教會總部門外戴著蓋伊·福克斯面具的「匿名者」組織成員

蓋伊·福克斯面具（Guy Fawkes mask），又譯蓋·福克斯面具，是根據蓋伊·福克斯的面容加以風格化而描繪成的一種肖像。這位火藥陰謀計劃中最著名的成員曾於1605年企圖在倫敦炸毀上議院但未成功。長久以來，焚毀戴有蓋伊·福克斯面具肖像的人偶已成為蓋伊·福克斯之夜的慶祝活動之一。
插畫家大衛·勞埃德將蓋伊·福克斯的臉部肖像設計成有著特大的笑容、透紅的雙頰、開開往上翹的八字鬍、以及下巴上有著細細尖尖垂直鬍鬚樣子的風格。1982年所出版的《V怪客》漫畫以及2006年所改編的同名電影都將這樣風格的肖像用作為故事情節的主要元素，使得該肖像已然成為各式各樣抗議活動的象徵。自其在網路論壇上出現之後，網路駭客組織團體「匿名者」便在2008年的佔領運動「Chanology 行動」中使用這種風格的面具肖像，也曾在世界各地其他的反政府、反體制的示威遊行中使用過，使得該面具成為眾所周知匿名者組織的象徵符號。

## 起源

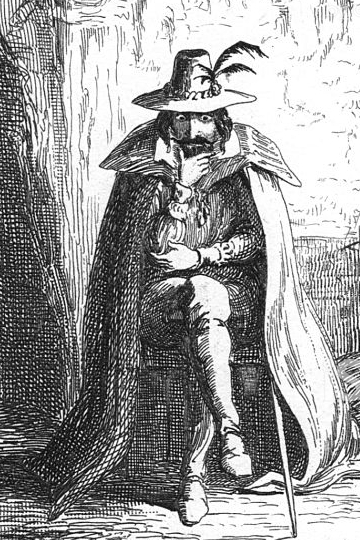
蓋伊·福克斯的圖像

在早期的時候，人們藉著焚毀那些不受歡迎之人的肖像來紀念1605年的火藥陰謀事件。直到了18世紀末，開始出現有英國孩童帶著有古怪面具的蓋伊·福克斯人像在街上討錢的傳聞，於是11月5日就逐漸成了大家所熟知的蓋伊·福克斯之夜（現在許多人傾向稱其為「篝火之夜」）。1864年出版的《詹巴斯的時日之書》曾這樣描述：

「英格蘭各地紀念火藥陰謀事件的普遍形式是以可取得的衣料將稻草人盛裝打扮成如同罪犯般（通常頭的部分只是頂紙帽，由仿造緞帶般的細紙條所結成並塗上顏色），然後將其放在椅子上遊街示眾。到了傍晚，再極其莊嚴地將其燒毀在巨大的篝火中……」

到了1980年代初，通常於每年秋天在英國賣給孩童或隨著漫畫免費發送的廉價硬紙板或紙張所做的蓋伊·福克斯面具已逐漸變得愈來愈少用，取而代之的則是萬聖節面具。作家艾倫·摩爾後來評論說：「……當蓋伊·福克斯的形象顯然正從英國人物肖像的歷史記錄中被逐漸抹去時，我們竟能在此時將其重新保留下來並加以延續，這是何等有趣的事！」

## 《V怪客》

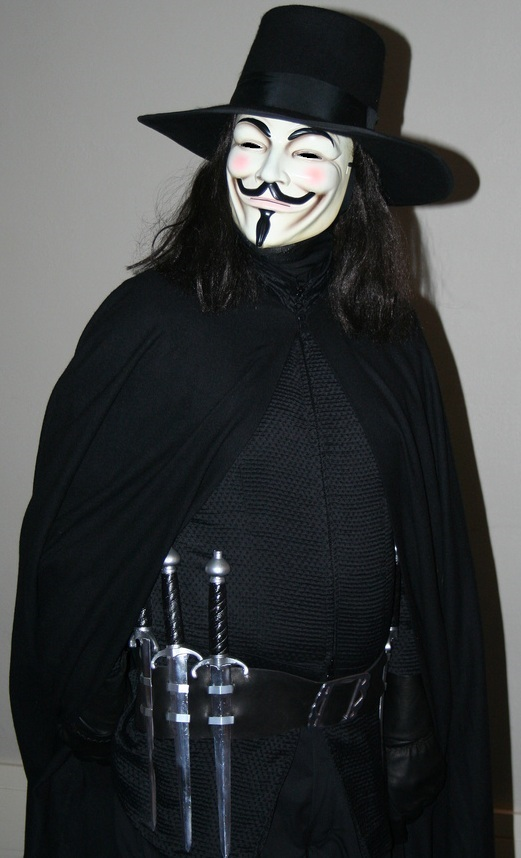
《V怪客》中主角V的扮相

在1982年出版的《V怪客》系列漫畫以及2006年所改編的同名電影中，主角都戴著一副蓋伊·福克斯面具。這部由艾倫·摩爾所著、由大衛·勞埃德圖繪大部分插畫的漫畫系列「主要是講述在未來反烏托邦的英國，一位維安鬥士努力摧毀一個極權主義政府的故事。」在發展這個故事構想時，勞埃德在隨手記下的筆記中寫道：「我們為什麼不將他描繪成復活的蓋伊·福克斯，並且身披斗篷，戴著一副由混凝紙漿做成的面具以及一頂圓錐形帽？這樣他看起來一定會很詭異，這也是蓋伊·福克斯這些年來應得的形象。我們不該每年到了11月5日就把這傢伙燒了，反而應該為其試圖炸掉國會而慶祝！」摩爾而後評論說，由於勞埃德的這個主意，「我腦中各種不同的故事片段在蓋伊·福克斯面具這一形象概念的背後一瞬間就都清楚了起來，且井然有序、相互聯結。」

## 由早期抗爭者所採用
自2006年《V怪客》電影推出之後，有著八字鬍及尖鬍鬚風格的「蓋伊·福克斯」面具已經在國際間被多個針對政治人物、銀行和金融機構表達抗議的團體所廣泛使用。這種風格的面具不僅為個人隱藏了身份及保護臉部，還展現了他們對共有目標理想的承諾。
這樣的人物形象在像4chan那樣的網路貼圖論壇和如同YouTube的影片分享網站上都很常見，且已發展成一種網路爆紅現象。最初該人物只是個簡筆人物畫，由於其在所發生的每件事上盡都失敗而成為著名的「慘敗男」（Epic Fail Guy，EFG）。而後因某些從未解釋的原因，該人物漸漸顯現出戴著《V怪客》中「蓋伊·福克斯」面具的樣子（這很有可能與蓋伊·福克斯實際上未能完成火藥陰謀反叛計劃這一事實有關）。2006年，有兩群相互敵對的團體戴著蓋伊·福克斯面具在DC漫畫的辦公室外彼此對峙。其中由免費素食主義者同時也是左翼無政府主義者亞當·魏斯曼（Adam Weismann）所領導的團體正在抗議《V怪客》電影。另一個由自由意志主義者托德·西維（Todd Seavey）所領導支持DC漫畫的團體則對左翼無政府主義的抗爭者進行反抗議，而他們的面具全都是由一名時代華納的員工所提供。

## 匿名者組織

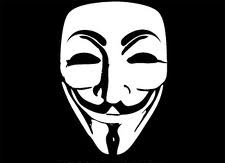
象徵匿名者組織的蓋伊·福克斯圖像

蓋伊·福克斯面具也會讓人們聯想到2008年駭客組織團體匿名者抗議山達基教會的「Chanology 行動」。山達基教會因迫使YouTube移除僅供教會內部使用、有湯姆·克魯斯討論山達基內容的影片而遭到該團體的抗議。由於山達基教會以訴訟辦法來要脅移除影片，匿名者組織便對此發起了抗爭活動並持續了數月之久，同時鼓勵所有的抗爭者將臉部遮蓋，因為教會成員慣常會採用的手段便是將反山達基的抗爭者拍照下來。而蓋伊·福克斯面具正好是一種被廣泛用來遮蓋臉部的方法。
隨著抗議活動持續延燒，有更多的抗爭者開始選擇使用蓋伊·福克斯面具來遮蓋臉部，最終該面具在匿名者組織內部便具有了象徵性的地位。內布拉斯加大學奧馬哈分校的史考特·史都華（Scott Stewart）在該校刊物《The Gateway》中寫道：「許多參與抗爭的人會拿蓋伊·福克斯面具來炫耀，以吸引人們去注意他們匿名者的身份以及山達基教會如何濫用訴訟和高壓政策來鎮壓反山達基的觀點。」此後，這個以網際網路為基礎的組織團體便在許多其他反對權威的抗議活動中繼續沿用這個角色人物。

## 廣泛用於民眾抗爭中

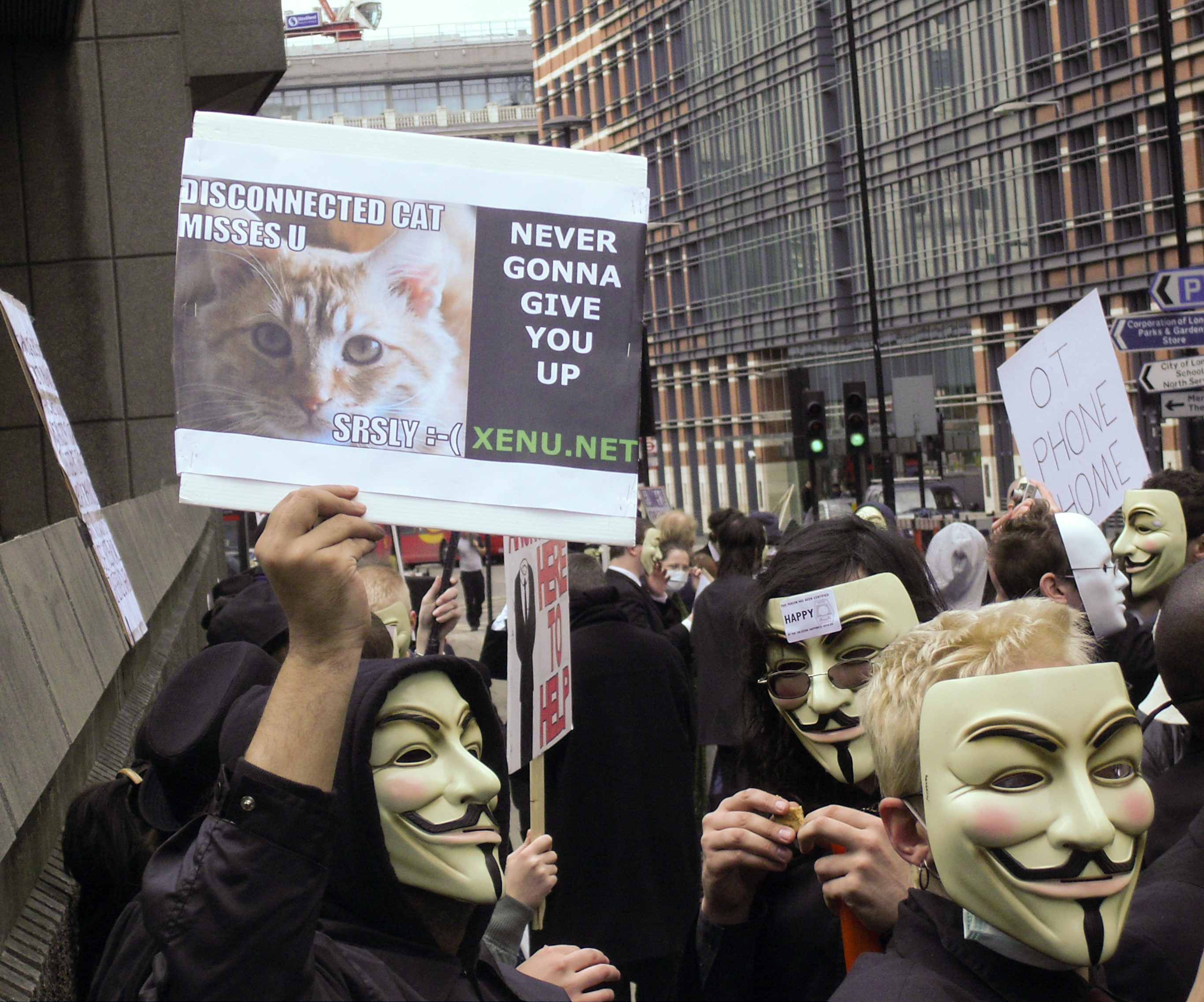
在倫敦的示威群眾

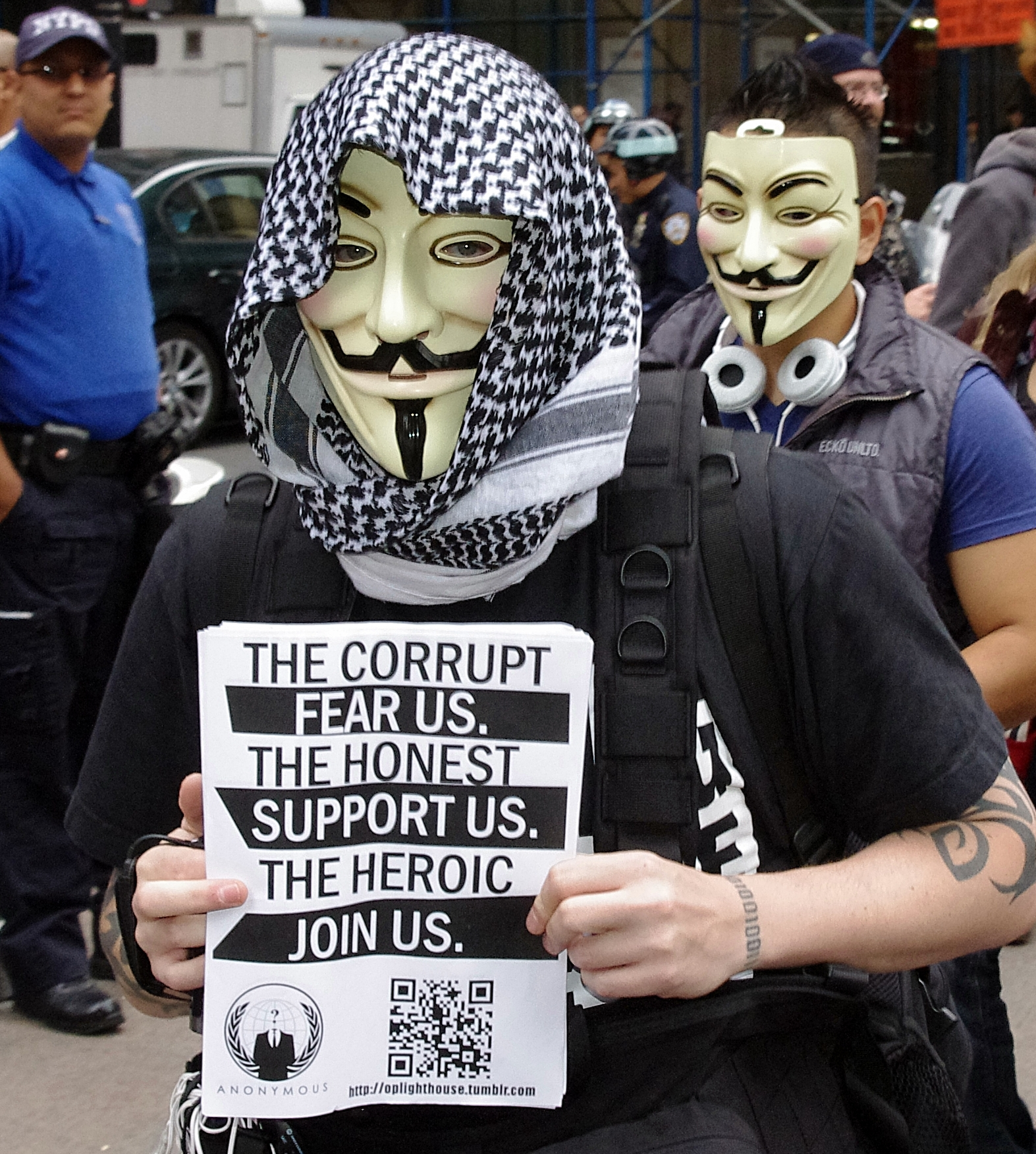
佔領華爾街運動中的抗議民眾

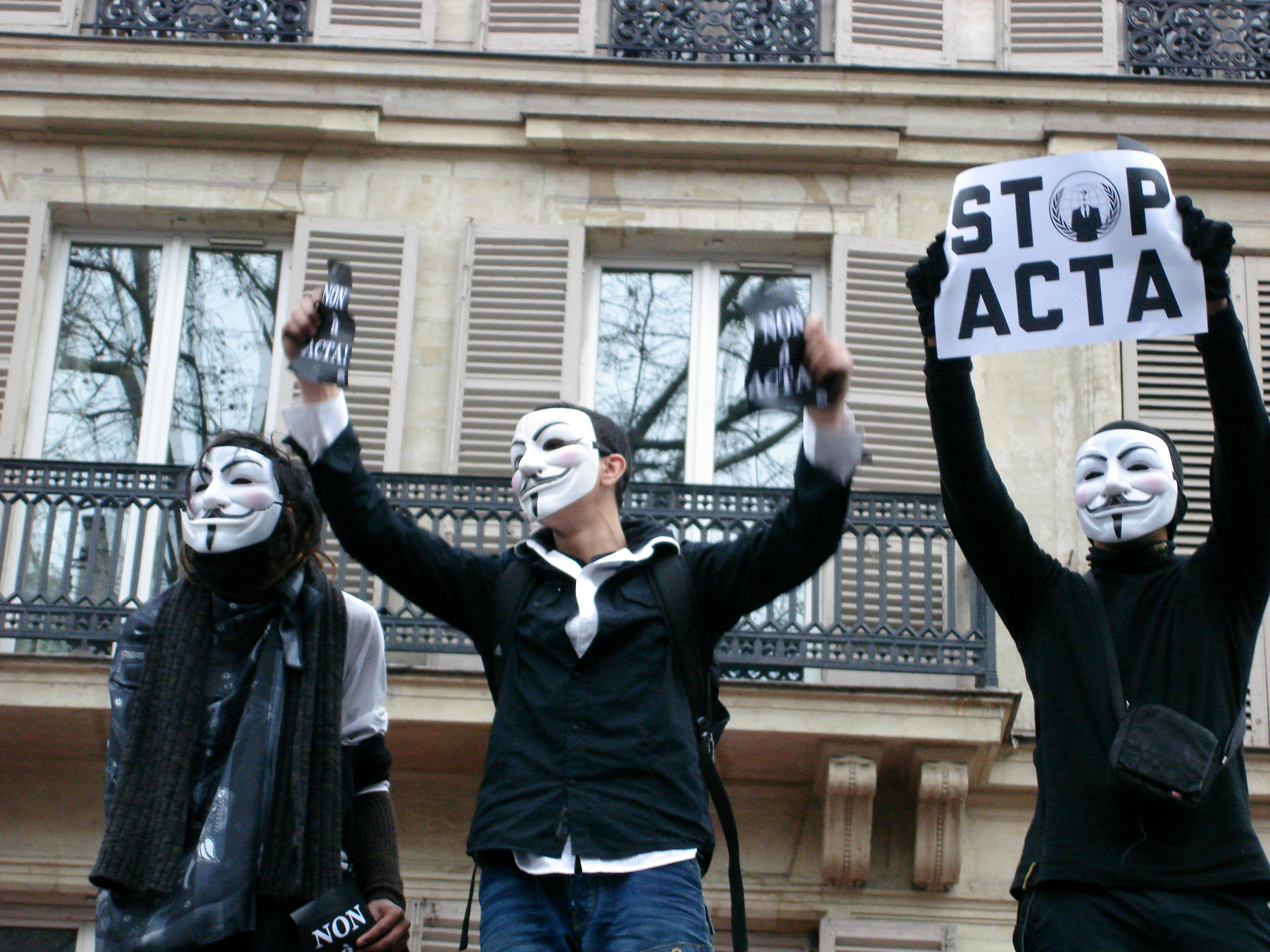
反對《反仿冒貿易協定》的抗議民眾

以下所述的各地抗議事件或國家的政府政策均有使用或涉及到蓋伊·福克斯面具。
- 2009年，由於英國爆發了國會議員「津貼門（英语：United Kingdom parliamentary expenses scandal）」醜聞，抗議群眾便戴著蓋伊·福克斯面具於5月23日在國會外引爆了一桶假火藥。[18]
- 2011年所發生的威斯康辛州抗議事件、以及隨後發生的佔領華爾街運動和持續進行的其他佔領運動，使得作為民眾反抗象徵的蓋伊·福克斯面具在國際間頻頻出現。[17]
- 2011年10月，社會運動人士朱利安·阿桑奇在參加佔領倫敦（英语：Occupy London）證券交易所的抗爭活動時就戴了蓋伊·福克斯面具，但在警方的要求下又把它脫了下來。[9]
- 2012年1月，在反對波蘭簽署《反仿冒貿易協定》的抗議活動中可見到抗議民眾使用蓋伊·福克斯面具。[19]
- 2012年6月10日在印度孟買，一群穿著一身黑並戴著蓋伊·福克斯面具的100名匿名者組織成員及大學生在阿薩德廣場（英语：Azad Maidan）聚集，以抗議印度政府對網際網路的審查制度。[20]
- 2011年2月，因受到阿拉伯之春的鼓舞而爆發了巴林反政府示威活動。活動中，巴林的抗爭群眾就使用了蓋伊·福克斯面具[21]。然而，在同樣為波斯灣國家的阿拉伯聯合大公國作了禁用該面具的決定後數月[22]，巴林政府於2013年2月也下了類似的禁令[21]。巴林工商部聲稱，禁止進口其所稱為「革命面具」的蓋伊·福克斯面具是因為顧慮到「公共安全」[23]。這項《美國之音》所形容為「不尋常」的決定[24]，似乎標誌著政府最近正努力鎮壓已有兩年的反政府示威活動[22][25]。然而，一名英國的維權人士及《獨立報》的專欄作家薩繆爾·馬斯頓（Samuel Muston）則認為禁令的影響不大[24][21]。《麥納瑪之音》（Manama Voice）則報導說，在禁令下達後，抗議活動中使用面具的頻率反而增加。[26]
- 2012年11月24日，民族無政府主義支持者在澳洲雪梨參加了一個親巴勒斯坦的集會，以支持和聲援因以色列的雲柱行動而受波及的加薩人民。在集會中，所有的支持者都戴著蓋伊·福克斯面具來表達抗議。[27]
- 2013年分別於泰國及土耳其所爆發的反政府示威活動中[28][29]、以及2012年在埃及（英语：Reactions to Innocence of Muslims）和2013年在巴西的抗議運動中，抗爭者都使用了蓋伊·福克斯面具。[30][31]
- 2013年5月，沙烏地阿拉伯政府禁止進口蓋伊·福克斯面具，並稱若發現有人在市上銷售將予以沒收。伊斯蘭事務部表示，該面具是「造反及報復的象徵」，並警告伊瑪目及家長們「這些面具會被用來煽動年輕人去顛覆國家安全並擴大混亂……」[32] 2013年9月22日，沙烏地阿拉伯建國83週年國慶的前一天，當地宗教警察就嚴禁人們穿戴蓋伊·福克斯面具。[33]
- 加拿大在C-309法案（英语：Bill C-309）制定之後，已經禁止在暴亂或非法集會中穿戴面具。違犯者現今可處10年以下有期徒刑。[34]
- 2014年，在委內瑞拉爆發的抗議活動中，示威的群眾就戴著各式各樣的面具，其中之一便是塗有委內瑞拉國旗顏色的蓋伊·福克斯面具。[35][36]
- 2019年，香港反送中逆權運動中，亦有抗爭者以蓋伊·福克斯面具示人，以表對抗中華人民共和國共產黨極權統治之決心。[37][38]

## 摩爾與勞埃德的觀點

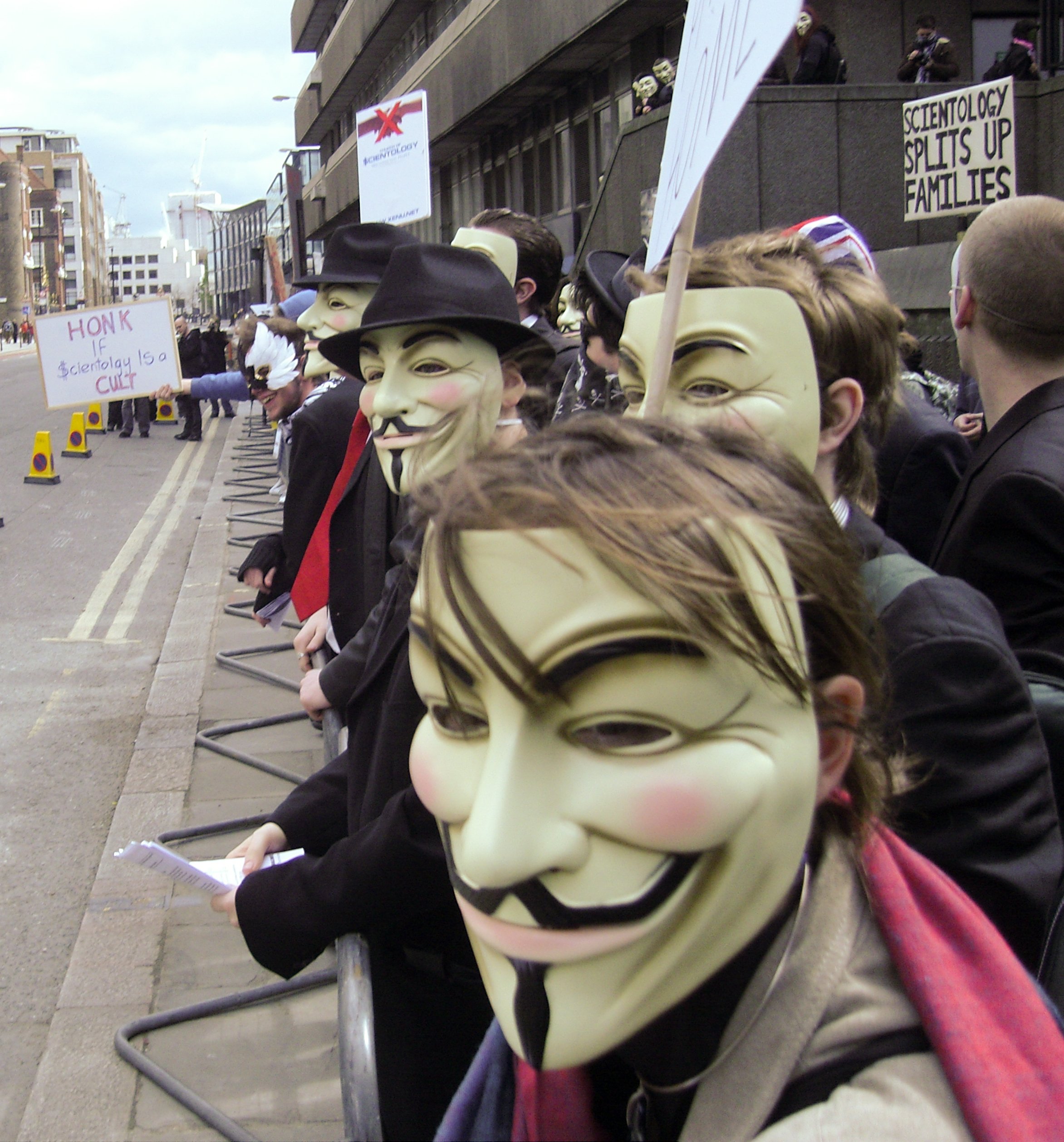
2008年，在倫敦戴著蓋伊·福克斯面具抗議山達基教會的匿名者組織成員

《V怪客》的作者同時也是無政府主義者艾倫·摩爾對於使用蓋伊·福克斯面具表示給予支持。他在2008年與《娛樂周刊》的訪談中說到：「某天看新聞時，看到這兒的山達基教會總部外正進行著示威遊行，然後新聞畫面就突然閃現出這些示威者們全都戴著《V怪客》的蓋伊·福克斯面具。那一幕使我感到相當振奮和高興，內心也因此有些熱情洋溢。」然而，摩爾並不是為了目前該面具所作的用途而創造這樣一個人物形象。他向《衛報》解釋道：「我猜想當我在寫《V怪客》時，在我內心暗藏的深處就有了這樣的想法：若這些故事構想真的產生了一些影響，那不是很棒嗎？所以當你開始看到那原本只是空虛無益的幻想竟闖進了這個常規的世界中……那是相當奇特的。這感覺就像是30年前我所創造的一個角色人物不知怎地竟從小說的世界中逃了出來。」
《V怪客》的共同創作者及插畫家大衛·勞埃德則作了如下評論：

「蓋伊·福克斯面具現今已成了一種共同的商標，且在反抗暴政的示威抗爭中成了便於使用的標語牌。人們會去用它我很高興，而且對於像這樣一個流行文化中的人像會以這種方式被使用似乎相當獨特。我覺得匿名者組織會去用它是因為想要有個通用的形象來掩蓋他們的身分，同時也正好能象徵他們代表著個人主義，而《V怪客》正是這樣一個關於個人抵抗現存社會體制的故事。我們都知道V在集中營中曾被拿來作醫學實驗並打算逃亡，但之後我就想，以他的瘋狂程度，他必定會以我們歷史上偉大的革命志士蓋伊·福克斯為榜樣來作為自己人生的角色和使命。」

## 面具的銷售量及所有權
根據2011年《時代雜誌》的報導，由於抗議群眾在示威遊行中使用蓋伊·福克斯面具，已經使得該面具成為亞馬遜公司網站上當年最暢銷的商品，年銷售量達數十萬件。而全球最大媒體公司之一的時代華納，由於有該面具的肖像版權，所以每銷售一官方版的蓋伊·福克斯面具就須向其支付費用。